# Our House (Crosby, Stills, Nash & Young)
Our House è un brano musicale scritto da Graham Nash e pubblicato come singolo dal gruppo rock Crosby, Stills, Nash & Young nel 1970.
Il brano fa parte dell'album Déjà Vu.
Il singolo raggiunse la posizione numero 30 nella Billboard Hot 100 e la numero 20 nella Billboard Adult Contemporary.

## Storia
La canzone ha origine da un evento domestico, avvenuto mentre Graham Nash viveva con Joni Mitchell (e i suoi due gatti) nella sua casa a Laurel Canyon (Los Angeles), dopo essere usciti a fare colazione, sulla Ventura Boulevard avevano comprato un vaso poco costoso. Nash aveva scritto la canzone in un'ora, con Joni al pianoforte.
Nell'ottobre 2013, in un'intervista con Terry Gross su Fresh Air di NPR, Nash ha spiegato:
Beh, è un momento normale. Quello che è successo è che io e [Joni Mitchell] - non so se sai qualcosa di Los Angeles, ma su Ventura Boulevard nella Valley, c'è una gastronomia molto famosa chiamata Art's Deli. E siamo stati a fare colazione lì. Entreremo nell'auto di Joan e oltrepasseremo un negozio di antiquariato. E stiamo guardando nella finestra e lei ha visto un vaso molto bello che voleva comprare... L'ho convinta a comprare questo vaso. Non era molto costoso e lo abbiamo portato a casa. Era una mattina di Los Angeles molto grigia, una specie di nevischio e piovigginosa. E siamo arrivati alla casa a Laurel Canyon, e ho detto: sono passato dalla porta principale e ho detto, sai una cosa? Accenderò un fuoco. Perché non metti dei fiori in quel vaso che hai appena comprato? Beh, era in giardino a prendere dei fiori. Ciò significava che lei non era al pianoforte, ma io ero... E un'ora dopo è nata "Our House", da un momento incredibilmente ordinario che molte, molte persone hanno vissuto.
Nella stessa intervista, a Nash è stato chiesto delle armonie vocali nella canzone: "Siamo io, David [Crosby] e Stephen [Stills] che facciamo del nostro meglio. Questo è tutto ciò che facciamo. Sai, siamo abbastanza fortunati da poter fare, sai, tutto ciò che vogliamo fare, musicalmente. E, sai, questi due ragazzi sono musicisti incredibili. Crosby è uno dei musicisti più unici che conosca, e Stephen Stills ha questo blues sudamericano tipo di sentimento per la sua musica. E io sono questo, sai, Enrico VIII dall'Inghilterra... Sai, non dovrebbe funzionare, ma in qualche modo funziona".

## Tracce

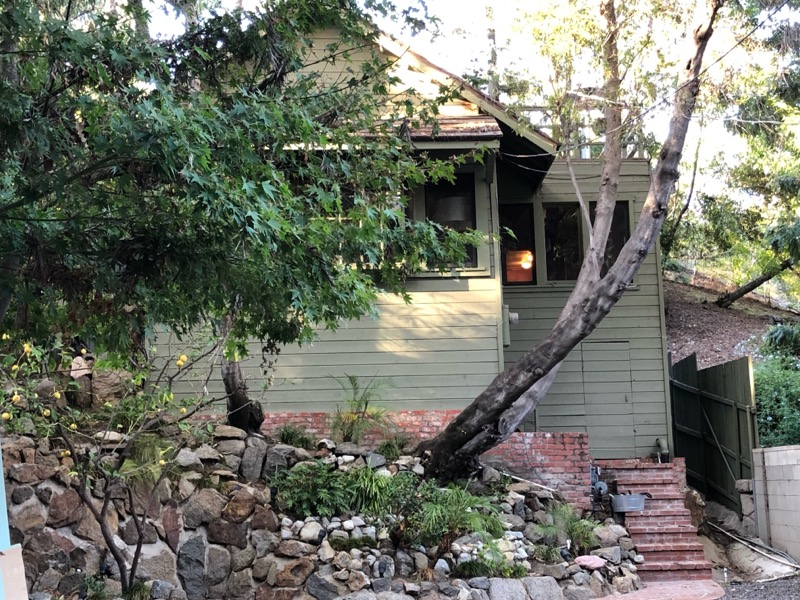
Laurel Canyon, 8217 Lookout Mountain Avenue, La casa di Joni Mitchell dal 1969 al 1972

1. Side A: Our House
2. Side B: Déjà vu

## Formazione
- Graham Nash – voce solista, pianoforte, clavicembalo
- David Crosby – voce armonica
- Stephen Stills – voce armonica
- Greg Reeves – basso
- Dallas Taylor – batteria